# Nurse With Wound
Nurse With Wound (abreviado como NWW) es el nombre de un grupo británico, liderado por el músico Steven Stapleton. Nurse with Wound fue originalmente una banda, formada en 1978 por Stapleton, John Fothergill y Heman Pathak. La banda ha actuado tocando distintos géneros musicales como experimental, industrial, avant-garde, dark ambient, noise y drone. Sus primeras grabaciones, todas hechas rápidamente, fueron fuertemente influenciadas por la improvisación libre y el krautrock y generalmente se consideraron música industrial, a pesar de las objeciones del grupo.
La afición de Stapleton por el dadaísmo, el surrealismo y el humor absurdo se demuestran en gran parte de la producción de NWW, que, aunque se basa directamente en una amplia variedad de géneros (incluyendo música de cabaret, canciones infantiles, John Cage, The Beach Boys, krautrock, ambient, y easy listening), conserva un aura distintiva y reconocible. La música concreta puede ser la piedra de toque más prominente debido al uso frecuente y, a menudo humorístico, de Stapleton de bucles creativos de cinta y edición. Esta estética está totalmente representada en la obra de arte en las portadas de los álbumes, prácticamente todas creadas por Stapleton, principalmente bajo el seudónimo "Babs Santini". 

## Discografía
- Chance Meeting on a Dissecting Table of a Sewing Machine and an Umbrella (1979)
- To the Quiet Men from a Tiny Girl (1980)
- Merzbild Schwet (1980), United Dairies
- Insect and Individual Silenced (1981)
- Homotopy to Marie (1982)
- Ostranenie 1913 (1983), Third Mind Records
- Brained by Falling Masonry (1984)
- The Sylvie and Babs Hi-Fi Companion (1985)
- Spiral Insana (1986)
- Automating Volume One (1986)
- Scrag! (1987), United Dairies
- Drunk with the Old Man of the Mountains (1987)
- Alas the Madonna Does Not Function (12″ EP, 1988),
- Noise War 4 (1988, record 1979)
- Soliloquy for Lilith (1988)
- Soliloquy for Lilith [Partes 5 y 6] (1989)
- A Sucked Orange (1990)
- Thunder Perfect Mind (1992)
- Large Ladies With Cake in the Oven (1993)
- Rock 'n Roll Station (1994)
- Who Can I Turn to Stereo (1996)
- An Awkward Pause (1999)
- Alice the Goon (second edition) (2000)
- Funeral Music for Perez Prado (2001)
- Man with the Woman Face (2002)
- Salt Marie Celeste (2003)
- She and Me Fall Together in Free Death (2003)
- The Musty Odour of Pierced Rectums (2003)
- Chance Meeting of a Defective Tape Machine and a Migraine (2003)
- Shipwreck Radio Volume One (2004)
- Echo Poeme Sequence No. 2 (2005)
- Shipwreck Radio Volume Two (2005)
- Soundpooling (2006)
- Stereo Wastelands (2006)
- Rat Tapes One: An Accumulation of Discarded Musical Vermin 1983–2006 (2006)
- Shipwreck Radio: The Final Broadcasts (2006)
- Huffin' Rag Blues (2008)
- The Surveillance Lounge (2009)
- Space Music (2009)
- Paranoia in HiFi (2009)
- Chromanatron (2013)
- Dark Fat (2016)
- Sombrero Fallout (2017)
- Nerve Junction (2018)

### Álbumes Colaborativos
- The 150 Murderous Passions con Whitehouse (1981)
- Nylon Coverin' Body Smotherin' con Current 93 (1984)
- A Missing Sense/Rasa con Organum (1986)
- Nurse With Wound and The Hafler Trio Hit Again! con The Hafler Trio (1987)
- Crumb Duck con Stereolab (1993)
- Acts of Senseless Beauty con Aranos (1997)
- Simple Headphone Mind con Stereolab (1997)
- The Swinging Reflective: Favourite Moments of Mutual Ecstasy (1999)
- Angry Electric Finger (2004)
- Disconnected con Faust (2007)
- The Iron Soul of Nothing (2008)
- Erroneous: A Selection of Errors (2010)
- Rupture (2012) colaboración con Graham Bowers
- Parade (2013) colaboración con Graham Bowers
- ExcitoToxicity (2014) colaboración con Graham Bowers
- Mutation (2015) colaboración con Graham Bowers